# Ponor
En ponor er en naturlig åbning, hvor overfladevand løber ind i underjordiske gange; de kan findes i karstlandskaber, hvor geologien og geomorfologien typisk er domineret af porøse kalksten. Ponorer kan dræne vandløb eller søvand kontinuerligt eller kan til tider fungere som kilder, svarende til estaveller. Morfologisk kommer ponorer i form af store gruber og huler, store sprækker og huler, netværk af mindre revner og sedimentære, alluviale dræn.

## Etymologi
Navnet på karstformationen ponor kommer fra slovensk. Det stammer fra det proto-slaviske ord nora, der betyder grube, hul, afgrund; det engelske ord narrow har sandsynligvis samme oprindelse.
Flere steder i Sydøsteuropa (Bulgarien, Kroatien, Tjekkiet, Ungarn, Rumænien, Montenegro, Slovenien) bærer navnet Ponor på grund af tilhørende karståbninger.

## Beskrivelse
Hvor et jordfaldshul (doline) er en fordybning af overfladetopografien med en pit eller et hulrum direkte nedenunder, er en ponor en slags portal, hvor en overfladestrøm eller sø flyder enten delvist eller helt under jorden ind i et karst grundvandssystem. Konstant vanderosion kan have dannet eller forstørret portalen i (hovedsageligt kalksten) sten, i et konglomerat eller i løsere materialer. Karst-terræner er kendt for tab af overfladevand gennem små ponorer og dets genopblussen efter at have rejst gennem store underjordiske systemer.

## Udbredelse
Ponorer findes over hele verden, men kun i karstområder. Hele Adriaterhavets vandskel i Bosnien-Hercegovina ligger på dinariske karst, med talrige udforskede og sandsynligvis mange flere uudforskede ponorer og underjordiske strømme. Der er betydelige geologiske ponorer i Karpaterne, de Dinariske Alper, Grækenland, Tyrkiet og dele af det sydlige USA. 
- Nærbillede af ponor i Câmpeneasca-hulen nær landsbyen Izbuc, Rumænien
- En ponor, hvor floden Reka forsvinder ind i Škocjanhulerne, Slovenien
- Risle-floden forsvinder i en ponor mellem Ajou og La Houssaye (Eure, Frankrig)

## Dæmninger og reservoirer i karst
Reservoirer i karst er tilbøjelige til tab på grund af lækage gennem ponorer. Opførelsen af dæmninger til at opmagasinere vand i karst-terræner kan udgøre en stor økonomisk risiko trods indledende undersøgelser og grundige tætningsbehandlinger. Det var først i det tyvende århundrede, at de første dæmninger i karst blev bygget, hvoraf nogle berømt mislykkedes.